# Dynasty (album, Kiss)
Dynasty je název sedmého (v případě zařazení sólových desek tehdejších členů do přímé diskografie jedenáctého) studiového alba skupiny Kiss. Skupina na něm představila svůj jediný diskotékový hit „I Was Made for Lovin' You“. Je to jedno ze čtyřech alb (ostatní tři jsou Unmasked, Creatures of the Night a Psycho Circus), kde oficiální sestava nekoresponduje se skutečnou.

## Seznam skladeb
| Základní verze | Základní verze            | Základní verze               | Základní verze | Základní verze |
| Pořadí         | Název                     | Autor                        | Hlavní zpěvák  | Délka          |
| -------------- | ------------------------- | ---------------------------- | -------------- | -------------- |
| 1.             | I Was Made for Lovin' You | Stanley / Poncia / Child     | Paul Stanley   | 4:30           |
| 2.             | 2, 000 Man                | Mick Jagger / Keith Richards | Ace Frehley    | 4:54           |
| 3.             | Sure Know Something       | Stanley / Poncia             | Stanley        | 4:00           |
| 4.             | Dirty Livin'              | Criss / Penridge / Poncia    | Peter Criss    | 4:19           |
| 5.             | Charizma                  | Simmons / Marks              | Gene Simmons   | 4:25           |
| 6.             | Magic Touch               | Stanley                      | Stanley        | 4:41           |
| 7.             | Hard Times                | Frehley                      | Frehley        | 3:30           |
| 8.             | X-Ray Eyes                | Simmons                      | Simmons        | 3:46           |
| 9.             | Save Your Love            | Frehley                      | Frehley        | 4:41           |
| Celková délka: | Celková délka:            | Celková délka:               | Celková délka: | 39:19          |

## Obsazení
- Gene Simmons – basová kytara, zpěv (5, 8), vokály
- Paul Stanley – kytara, zpěv (1, 3, 6), vokály
- Ace Frehley – sólová kytara, vokály, zpěv (2, 7, 9)
- Peter Criss – bicí a zpěv (4) (uveden jako plnohodnotný bubeník)

## Hosté
- Anton Fig – bicí (neuveden)
- Vinnie Poncia – producent, klávesy (1), vokály (1, 3)

## Umístění

### Album
| Hitparáda (1979)               | Umístění | Týdnů v hitparádě |
| ------------------------------ | -------- | ----------------- |
| Australská albová hitparáda    | 2        |                   |
| Rakouská albová hitparáda      | 13       |                   |
| Kanadská albová hitparáda      | 6        |                   |
| Nizozemská albová hitparáda    | 1        |                   |
| Finská albová hitparáda        | 27       |                   |
| Francouzská albová hitparáda   | 2        |                   |
| Německá albová hitparáda       | 8        |                   |
| Italská albová hitparáda       | 16       |                   |
| Novozélandská albová hitparáda | 2        |                   |
| Norská albová hitparáda        | 34       |                   |
| Švédská albová hitparáda       | 17       |                   |
| Švýcarská albová hitparáda     | 13       |                   |
| Britská albová hitparáda       | 50       | 6                 |
| US Billboard Pop Alba          | 9        | 25                |

Singly
"I Was Made for Lovin' You"
| Hitparáda(1979) | Umístění |
| --------------- | -------- |
| USA             | 11       |
| Francie         | 2        |
| Švýcarsko       | 2        |
| UK              | 50       |
| Německo         | 2        |
| Švédsko         | 19       |
| Rakousko        | 6        |
| Nový Zéland     | 1        |
| Norsko          | 10       |

"Sure Know Something"
| Hitparáda(1979) | Umístění |
| --------------- | -------- |
| USA             | 47       |
| Kanada          | 48       |
| Nový Zéland     | 11       |

### Ocenění
| Organizace  | Certifikace | Prodej    |
| ----------- | ----------- | --------- |
| Kanada      | 2x platina  | 200.000   |
| RIAA (U.S.) | platina     | 1.000.000 |